# Minami Ozaki
Pour les articles homonymes, voir Ozaki (homonymie).
尾崎・南
Œuvres principales
Première œuvre : Chūsei no Akashi
Autres ouvrages :
- 3 Days
- Zetsuai 1989
- Bronze-Zetsuai Since 1989

Minami Ozaki (尾崎・南, Ozaki Minami) est une dessinatrice de manga japonaise. Elle est née le 27 février 1968  dans la préfecture de Kanagawa, au Japon.

## Biographie
Elle est surtout connue pour ses manga et sa série d'animation yaoi Zetsuai 1989.
Son vrai nom est Ryo Minami (南亮, Minami Ryo). Devenue fan du musicien Yutaka Ozaki, elle prend en 1986 le nom de plume de Minami Ozaki. Elle emploie parfois Minami Himemuro (姫室ミナミ).
En 1988, alors qu'elle a vingt ans, sa première série de manga, Chūsei no Akashi (Preuve de loyauté), parut en épisodes dans Margaret Comics.

## Œuvres

### Manga
- 1988 - Chūsei no Akashi, pré-publié dans le magazine Margaret Comics
- 1989 - 3 Days
- 1989 - Zetsuai 1989
- 1992 - Bad Blood
- 1991 - Bronze: Zetsuai Since 1989
- 2011 - Bronze: The Last Chapter

### Dōjinshi
Depuis 1984, Minami Ozaki a publié plusieurs dōjinshi yaoi. Les plus longs sont :
- NTT
- Calekka
- Club Doll
- Kreuz

## Analyse de l'œuvre
Nous pouvons constater que ses personnages de doujinshis et de yaoi ressemblent beaucoup aux personnages de Captain tsuabsa., Kojiro Hyuga et Ken Wakashimazu, autant sur le plan psychique que sur le plan physique
La série de dojinshi Dokusen Yoku (独占欲) est même devenue un album de chansons intitulé Calekka.

## Sources
- (en) Cet article est partiellement ou en totalité issu de l’article de Wikipédia en anglais intitulé « Minami Ozaki » (voir la liste des auteurs).